# 肥前鹿島站

特急「海鷗」停站中

肥前鹿島站（日语：／ Hizen-Kashima eki */?）是位於佐賀縣鹿島市大字高津原4111番2號，九州旅客鐵道（JR九州）的長崎本線車站。特急列車「喜鵲」的南端終點站，也是鹿島市的代表車站。
過往曾經是「海鷗」特急列車的全停車站，不過自西九州新幹線後，在來線版本的海鷗號列車停駛，令到原來班次甚多並能直駁至長崎的列車大幅減少，同時又將肥前濱至長崎站一段電化設施拆去，並改以氣動車行駛，令原來的電車再無法直通至長崎。取而代之，只是獲得一天8班由博多站開至此的「喜鵲號列車」。

## 車站構造
單層站房1座。此站原本沒有升降機或電梯，在2013年3月加設了升降機。並以升高月台部分位置以達到無障礙環境。
此站是由佐賀鐵道部管理的業務委託車站，委托JR九州服務支援負責車站業務。車站內設有綠色窗口、自動售票機，但是沒有自動閘機。於閘口右邊設有商店、候車室和自動販賣機。站房外邊設有廁所、停車場和的士站。

### 月台
設有1面2線的島式月台。兩月台之間設有行人隧道連接。由於過往屬於大站，所以兩端均採用Y形轉轍器，並且以靠左通行及靠站。但是折返會使用另一邊月台。
| 月台 | 路線      | 上下行 | 方向                             |
| ---- | --------- | ------ | -------------------------------- |
| 1    | ■長崎本線 | 上行   | 江北、鳥栖、博多、門司港方向     |
| 2    | ■長崎本線 | 下行   | 肥前濱、肥前大浦、諫早、長崎方向 |

## 歷史
- 1930年11月30日：鐵道省有明線 肥前龍王站至肥前濱站之間開通，此站啟用。為了區別鹿島站，因此冠上肥前兩字。
- 1934年：

- 3月24日：有明線改名為有明東線。
- 12月1日：有明東線編入至長崎本線。

- 1987年4月1日：隨國鐵分割民營化，車站由九州旅客鐵道（JR九州）營運[2]。
- 2013年3月1日：站房加設無障礙設施[1]。
- 2016年4月1日：取消肥前鹿島站長，改為業務委託車站。

## 使用狀況
以下是每年度1日平均乘車人數：
| 乘車人次變化 | 乘車人次變化 |
| 年度         | 1日平均人次  |
| ------------ | ------------ |
| 2000年       | 1,235        |
| 2001年       | 1,207        |
| 2002年       | 1,167        |
| 2003年       | 1,175        |
| 2004年       | 1,177        |
| 2005年       | 1,168        |
| 2006年       | 1,187        |
| 2007年       | 1,196        |
| 2008年       | 1,201        |
| 2009年       | 1,137        |
| 2010年       | 1,160        |
| 2011年       | 1,211        |
| 2012年       | 1,255        |
| 2013年       | 1,342        |
| 2014年       | 1,267        |
| 2015         | 1,221        |
| 2016         | 1,167        |
| 2017         | 1,195        |
| 2018         | 1,210        |
| 2019         | 1,163        |
| 2020         | 833          |
| 2021         | 826          |
| 2022         | 872          |
| 2023         | 845          |

## 車站周邊
車站位於鹿島市中心北邊。市區主要在車站南邊和西邊。
- 祐德巴士（日语：祐徳バス）鹿島巴士中心（日语：鹿島バスセンター）
- 國道207號（日语：国道207号） - 在車站西邊，與長崎本線並行。
- 鹿島郵局（日语：鹿島郵便局 (佐賀県)）
- 鹿島市政廳 - 車站南邊約1公里處。
- 鹿島市民圖書館 - 同上
- 旭岡公園（鹿島城（日语：鹿島城 (肥前国)）） - 車站西南邊約1公里處。
- 佐賀縣立鹿島高等學校（日语：佐賀県立鹿島高等学校） - 同上
- 佐賀縣立鹿島實業高等學校（日语：佐賀県立鹿島実業高等学校） - 同上

從此站需要轉乘巴士或的士前往祐德稻荷神社（在位置上，肥前濱站較近該神社）。

## 相鄰車站
九州旅客鐵道（JR九州）
■長崎本線
■特急「喜鵲」
江北－肥前鹿島
■普通
肥前龍王－肥前鹿島－肥前濱

## 外部連結
- JR九州肥前鹿島站 （页面存档备份，存于）